# 1339 Desagneauxa
Desagneauxa (asteróide 1339) é um asteróide da cintura principal com um diâmetro de 22,96 quilómetros, a 2,8499335 UA. Possui uma excentricidade de 0,0560568 e um período orbital de 1 916,13 dias (5,25 anos).
Desagneauxa tem uma velocidade orbital média de 17,14147963 km/s e uma inclinação de 8,68943º.
Esse asteróide foi descoberto em 4 de Dezembro de 1934 por Louis Boyer.